# تپه کته پشته
تپه کته پشته مربوط به دوره ساسانیان است؛ و در شهرستان قزوین، روستای امامزاده هارون واقع شده و این اثر در تاریخ ۲۵ اسفند ۱۳۷۹ با شمارهٔ ثبت ۳۲۲۱ به‌عنوان یکی از آثار ملی ایران به ثبت رسیده است.